# Calvagese della Riviera
Calvagese della Riviera là một đô thị trong tỉnh tỉnh Brescia thuộc vùng Lombardia, Ý. Đô thị này có diện tích 11 km², dân số 2522 người. Các đơn vị dân cư trực thuộc là: Mocasina, Carzago. Các đô thị giáp ranh gồm: Bedizzole, Lonato, Muscoline, Padenghe sul Garda, Polpenazze del Garda, Prevalle, Soiano del Lago